# Anal Boot Camp
Anal Boot Camp è un film pornografico del 2012, diretto da Jules Jordan.

## Riconoscimenti
- AVN Awards
  - AVN Award for Best Anal Sex Scene[1]
  - Candidatura a AVN Award for Best Three-Way Sex Scene - Girl/Girl/Boy (Amy Brooke, Nacho Vidal e Tory Lane)[2]
  - Candidatura a AVN Award for Best Double-Penetration Sex Scene (Chris Strokes, Lisa Ann, Mark Wood, Steve Holmes)[2]